# Slobodna volja
Slobodna volja je filozofski termin u kojem su misli i ponašanje neke osobe određeni vlastitom voljom, a ne vanjskim čimbenicima. O tom pojmu se vjerojatno raspravlja više od dva tisućljeća. Termin slobodna volja ima vjerske, etičke i znanstvene implikacije. Prema tomističkoj tradiciji svaki čovjek ima slobodnu volju i zato odgovara za sve što uradi. Većina filozofa tvrdi da je koncept slobodne volje usko povezan s moralnom odgovornosti.